# 狭叶丛菔
狭叶丛菔（学名：Solms-laubachia pulcherrima f. angustifolia）为十字花科丛菔属丛菔下的一个变型。

## 扩展阅读
- 維基物種上的相關：狭叶丛菔